# Роч
Роч (итал. Rozzo) је насељено место у Републици Хрватској у Истарској жупанији. Административно је у саставу Града Бузета. Има 146 становника.

## Географија
Роч се налази у централном делу Истре, око 50 km од Трста, на путу Трст-Копер-Тунел Учка-Ријека.

## Историја
Роч се први пут помиње 1064. године. Месна црква Св. Анте има знаменити „Глагољашки абецедариј“ из 13. века. У Рочу је припремљена прва хрватска књига за штампу, 1483. године, а припремио ју је Јури Жакан.

## Знаменитости
- Очувани градске зидине из средњег века
- Цркве Св. Антона из 12, Св. Рока из 14. и Св. Бертола из 15. века.

## Становништво
Према последњем попису становништва из 2001. године у насељу Роч живело је 146 становника који су живели у 39 породичних домаћинстава.
Кретање броја становника по пописима 1857—2001.
| година пописа  | 1857. | 1869. | 1880. | 1890. | 1900. | 1910. | 1921. | 1931. | 1948. | 1953. | 1961. | 1971. | 1981. | 1991. | 2001. |
| бр. становника | 152   | 165   | 188   | 164   | 191   | 212   | 2030  | 1796  | 149   | 139   | 157   | 162   | 161   | 178   | 146   |

Напомена:У 1921. садржи податке за насеља Бргудац, Ланишће, Подгаће и Рачја Вас (све у општини Ланишће), а у 1921. и 1931. податке за насеља Блатна Вас, Чиритеж, Форчићи, Горња Нугла, Компањ, Кркуж, Рим, Рочко Поље, Станица Роч и Сушићи.